# Amzabegovo
Amzabegovo (makedonska: Амзабегово) är en ort i Nordmakedonien. Den ligger i kommunen Sveti Nikole, i den centrala delen av landet, 50 kilometer öster om huvudstaden Skopje. Amzabegovo ligger 245 meter över havet och antalet invånare är 579.